# Lepicolea rara
Lepicolea rara là một loài rêu tản trong họ Lepicoleaceae. Loài này được (Stephani) Grolle miêu tả khoa học lần đầu tiên năm 1968.